# Tatra 111
Der Tatra 111 war ein schwerer Lastkraftwagen, der vom Konstrukteur Hans Ledwinka der Firma Tatra in der Tschechoslowakei entwickelt wurde. Während des Zweiten Weltkrieges wurde der T111 für die deutsche Wehrmacht gebaut. Nach dem Krieg fand das Fahrzeug großen Absatz im gesamten Ostblock und bewährte sich auch unter extremen Wetter- und Verkehrsbedingungen, zum Beispiel in Sibirien.
Die Fahrerkabine wurde während des Krieges aufgrund der Rohstoffknappheit aus Holz anstatt aus Stahlblech gefertigt, danach wurde das Blech auf einem Holzrahmen befestigt und später wurde die Kabine vollständig aus Blech gebaut.
In den knapp 20 Jahren seiner Produktion (1942–1960) wurden etwa 34.000 Tatra 111 hergestellt.
Vom T111 abgeleitet wurde die Zugmaschine T141 mit demselben Motor. Varianten des T111-Motors wurden beispielsweise im Sonderkraftfahrzeug 234 der deutschen Wehrmacht verbaut, es gab auch darauf aufbauende 6- und 8-Zylinderversionen.
| Weitere technische Daten | Weitere technische Daten      |
| ------------------------ | ----------------------------- |
| Höchstgeschwindigkeit    | 65 km/h                       |
| Verbrauch                | 34 l / 100 km                 |
| Getriebe                 | 4 Vorwärts- / 1 Rückwärtsgang |

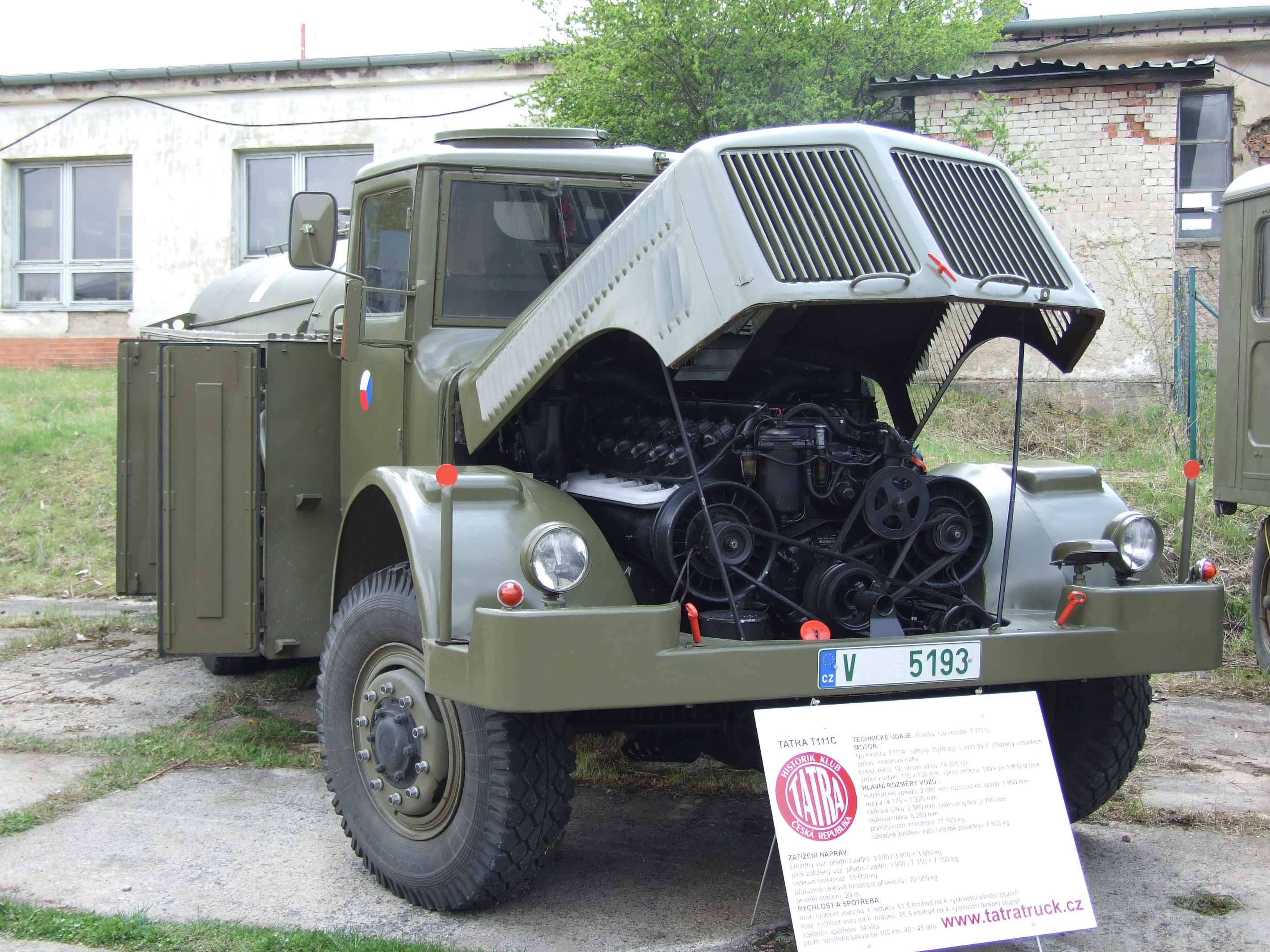
T111, Tankwagen
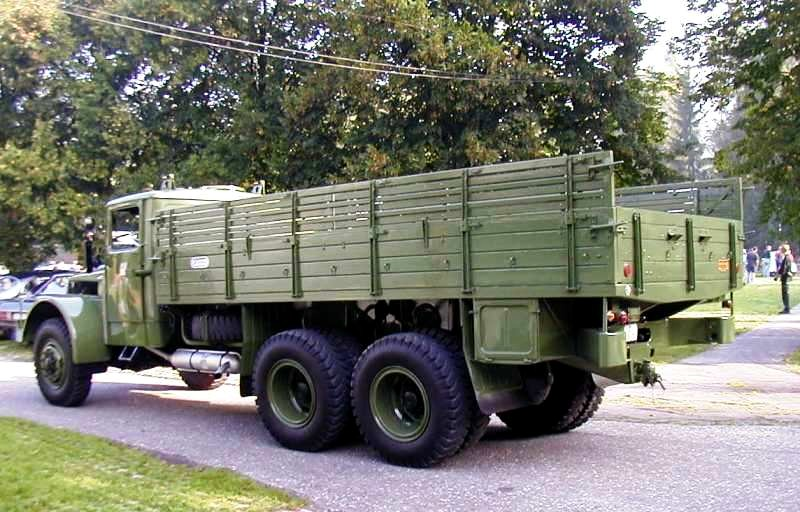
T111VVN, Militärversion
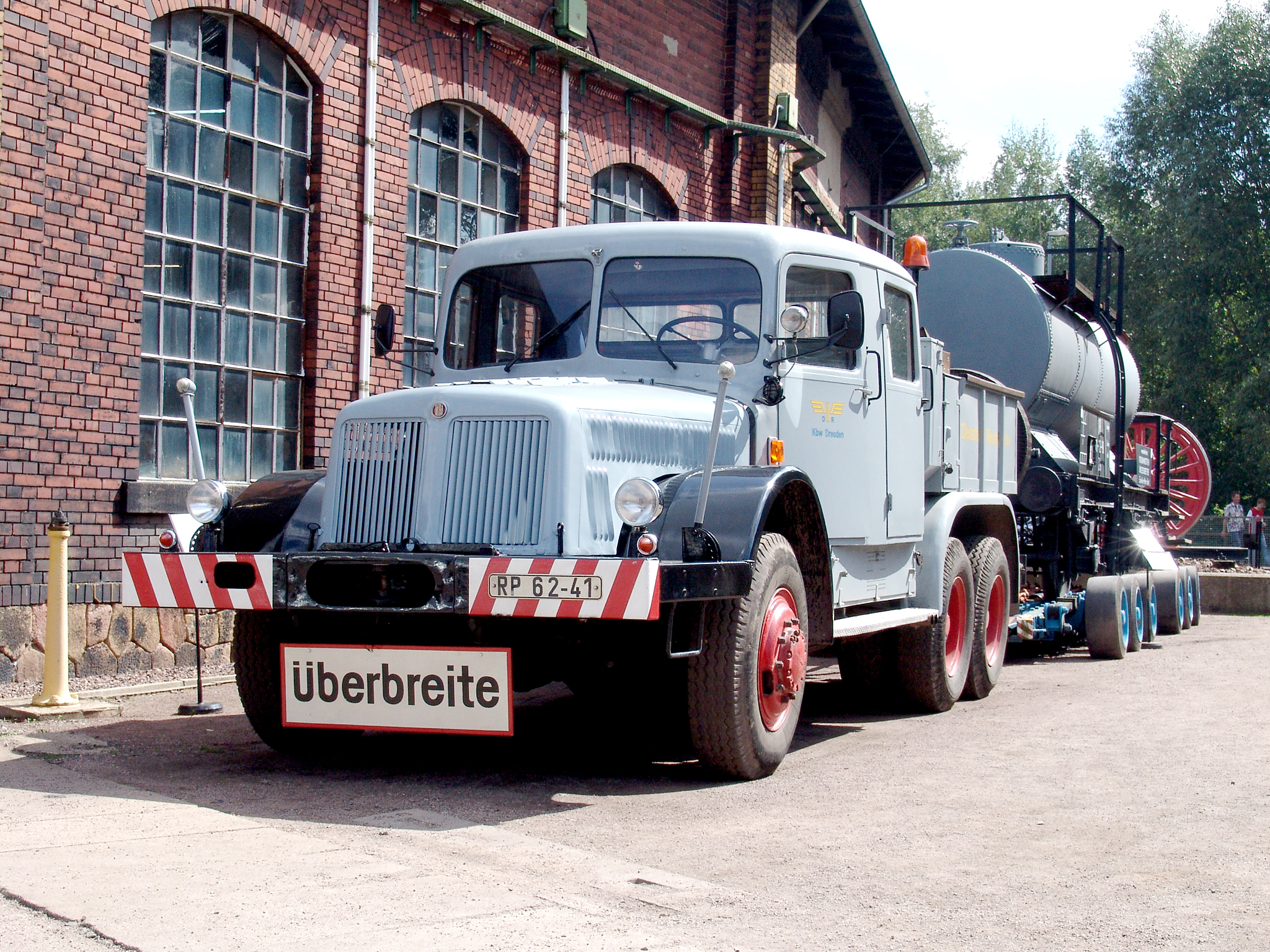
T141, Schwerlast-Zugmaschine
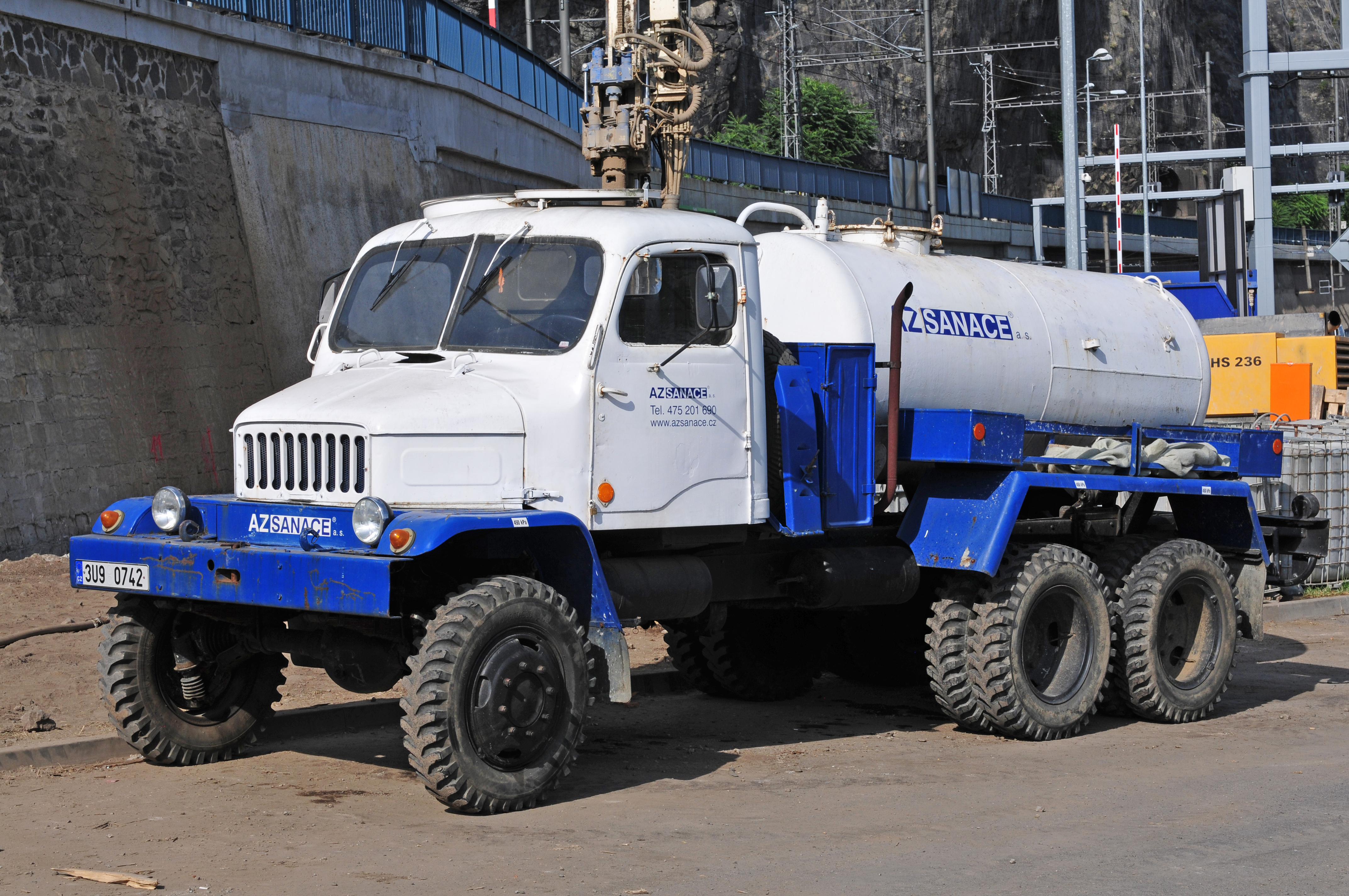
Der Praga V3S wurde 1953 bis 1985 mit einem vom Tatra T111 abgeleiteten Motor hergestellt.